# Stora Kroktjärnen (Karlanda socken, Värmland)
Stora Kroktjärnen är en sjö i Årjängs kommun i Värmland och ingår i Göta älvs huvudavrinningsområde. Sjöns area är 0,035 kvadratkilometer och den befinner sig 250 meter över havet.